# Morne Acouma
Morne Acouma ist ein kleiner vulkanischer Berg im Parish Saint Mark, Dominica. Morne Acouma erreicht nur eine Höhe von ca. 400 m, bildet aber eine wichtige Grenzmarkierung im Norden des Parish. Er ist ein Ausläufer der Soufrière Ridge.

## Geographie
Der Berg ist ein westlicher Ausläufer der Soufrière Ridge und reicht fast bis an die Küste. Von Soufrière windet sich die Küstenstraße in steilen Serpentinen über die Südflanke des Berges nach Norden. Durch die Gebiete von La Sorciere („Die Hexe“) und Bois Serpe, wo im Tal zwischen dem Morne Acouma und dem nördlich benachbarten Morne Cabrits die Grenze zum Parish Saint Luke verläuft.